# 門打
門打，又稱敏打（英語：Munda），是古印度曷薩拉王朝的第二任國王，於1006年至1026年在任，父為尼聶巴·加瑪一世，繼承他的政權。